# Qutb-ad-Din Mawdud
Qutb-ad-Din Mawdud ibn Zengi al-Aradj —àrab: قطب الدين مودود بن زنكي, Qutb ad-Dīn Mawdūd ibn Zankī— (mort el 6 de setembre de 1170) fou atabeg zengita de Mossul.
A la mort d'Imad al-Din Zengi I el 15 de setembre de 1146 va deixar quatre hereus, i la successió fou arranjada pel visir Jamal-ad-Din Muhàmmad ibn Alí al-Jawad al-Isfahaní, i el hàjib Salah-ad-Din Muhàmmad al-Yaghisiyaní, amir d'Hamat
- Sayf-ad-Din Ghazi I (1146-1149), el fill gran, que el va succeir a Mossul (on el pare només tenia l'usdefruit i va esdevenir ple domini)
- Nur-ad-Din Mahmud (1146-1174), el segon, de 29 anys, que el va succeir a Alep
- Nusrat-ad-Din Amiran, el tercer, hereu presumpte de l'anterior el 1157 quan es va posar malalt, i després governador d'Haran
- Mawdud, el més jove amb 16 anys.

Una filla estava casada amb l'amir Nasir al-Din Suri. El 1149, greument malalt, Ghazi I va transmetre el poder al seu germà Mawdud, a petició del visir i de l'emir begteginida Zayn al-Din Ali Küçük. Mawdud, aleshores amb 19 anys, va quedar sota tutela del visir i de l'emir begtegínida. Ghazi I va morir al cap d'unes setmanes (octubre de 1149) quan tenia prop de 40 anys, i va deixar un fill infant. Mawdud va mantenir en funcions al visir Djamal al-Din Muhammad ibn Ali al-Djawad al-Isfahani i al cap militar (isfahsalar) Zayn al-Din Ali Küçük, i va afegir entre els seus propers a Izz al-Din Abu Bakr al-Dubaysi i un jurista, el cadi Kamal al-Din Abu l-Fadl Muhammad al-Shahrazuri. El seu germà precedent, Nusrat al-Din Amiran, que havia quedat exclòs i volia imposar alguns amirs en el cercles de poder, fou empresonat. Fou reconegut per l'exèrcit i la població a Mossul i la Djazira, i finalment pel sultà seljúcida Masud ibn Muhàmmad (que el va investir) i pel califa al-Muqtafí (1136-1160). Poc després es va casar amb la princesa Zumúrrud Khatun filla de Timurtash, emir ortúquida de Mardin (que anteriorment ja havia ofert la mà de la noia a Ghazi I, per segellar l'aliança entre les dues cases).
Però el 1149 va esclatar la crisi amb el seu germà gran Nur al-Din (que no s'havia oposat a la successió) per causa de la ciutat i fortalesa de Sindjar, que tenia en dipòsit un terç del tresor de Zengi. L'emir Abd al-Malik, governador de Sindjar, que havia enviat alguns missatges a Alep, no va rebre cap resposta de Nur al-Din i va anar a Mossul a retre homenatge a Mawdud. En absència el seu fill Shams al-Din va oferir Sindjar a Nur al-Din a canvi de conservar la part del tresor que hi havia a la ciutat; el 13 de novembre de 1149 Nur al-Din entrava a Sindjar i aconseguia el suport de l'emir Fakhr al-Din Kara Arslan ibn Dawud d'Hisn Kayfa, rival de Timurtash de Mardin. Abans de la unió de les dues forces, Mawdud es va presentar a Sindjar i va acusar Nur al-Din d'haver-se apropiat del tresor, però aquest va al·legar que el seu dret de senioritat (deganat) li donava dret i a més va fer notar el gran nombre d'amirs que li donaven suport; els consellers de Mawdud, tement que molts amirs passarien al bàndol de Nur al-Din i que en cas de victòria de Nur al-Din aquest no deixaria d'anar a Mossul i ocupar la ciutat (i d'altra banda en cas de derrota s'enfonsaria el front contra els croats) van aconsellar la pau; hàbilment manejades les converses pel visir Djamal al-Din Muhammad ibn Ali al-Djawad al-Isfahani es va aconseguir un acord de pau pel qual Nur al-Din abandonava Sindjar però rebia a canvi Homs (aquesta ciutat havia estat cedida a Ghazi I pel mateix Nur al-Din el 1148 a canvi del suport que li havia donat contra la II Croada), Rahba, Rakka i al-Ruha, i el tresor de Sindjar havia de servir per finançar la gihad de Nur al-Din contra els croats (el 1154 va ocupar Damasc al búrida Mudjir al-Din Abak 1140-1154, que des de 1148 havia perdut el suport croat).
L'octubre de 1157 Nur al-Din es va posar malalt i va designar hereu al seu germà Nusrat al-Din Amiran, però el 1158 va enviar a aquest a governar Haran i va designar hereu a Mawdud. Va fer prometre als amirs que obeirien al seu germà. Mawdud va creuar l'Eufrates entre Siffin i Rakka i es va dirigir a Damasc a trobar al seu germà i quan va arribar Nur al-Din s'havia recuperat i era a Alep. Llavors van ocupar junts Haran i van donar el govern a l'isfahsalar Zayn al-Din Ali Küçük.
El 1159 Mawdud va marxar a Alep en suport de Nur al-Din que era atacat per una coalició de croats i romans d'Orient. El desembre de 1159 van saber la mort del sultà seljúcida Muhàmmad II ibn Mahmud a Hamadan. Mawdud tenia presoner a Mossul al germà del difunt, Sulayman Shah (que havia tingut com padrinatge les terres del Kurdistan però havia estat derrotat a la guerra civil de 1131-1134) que ara era un dels candidats a la successió. Finalment Mawdud va alliberar al seu presoner a canvi de ser nomenat per aquest atabeg, i a més hauria d'agafar com a visir a Djamal al-Din Muhammad ibn Ali al-Djawad al-Isfahani i com a cap militar a Zayn al-Din Ali Küçük. Sulayman estava en ruta cap a Hamadan amb les forces militars zengites d'escorta per ser proclamat sultà (gener del 1160) però fou víctima d'un complot pel camí i va morir enverinat i les tropes zengites van fer mitja volta; el nou sultà fou Dawud II o Daud II ibn Muhammad (fill del sultà difunt Muhàmmad II ibn Mahmud).
L'agost del 1164 va rebre una nova crida d'ajut de Nur al-Din, per fer atacs a Síria del nord i impedir l'atac croat a Egipte on l'amir Shirkuh estava fent la primera campanya. Mawdud va enviar forts contingents que van assetjar Harim però a l'arribada de tropes romanes d'Orient de l'emperador Manuel I Comnè les forces assetjants es van replegar i es van unir a les forces de Nur al-Din, i junts van lliurar la batalla d'Imm que els va suposar una important victòria, podent prendre tot seguit Harim i Baniyas.
Durant la segona campanya de l'amir Shirkuh a Egipte, Mawdud va tornar a enviar reforços a Síria a petició del seu germà Nur al-Din, per fer operacions contra el comtat de Trípoli. Al final d'estiu de 1167 va tornar a Mossul i va rebre del seu germà, en agraïment, Rakka. El 17 de juliol de 1167 va morir Kara Arslan l'emir d'Hisn Kayfa i el Diyar Bakr deixant com a hereu el seu fill Nur al-Din Muhammad (1167-1185), Mawdud es va disposar a atacar els dominis del jove, però Nur al-Din d'Alep i Damasc, que s'havia compromès a defensar als fills de l'emir difunt, va ordenar al seu germà abstenir-se de tota acció ofensiva.
El 1168 l'emir begteginida Zayn al-Din Ali Küçük va demanar retirar-se i va retornar al seu senyor totes les places que li havia cedit en feu (ikta) que garantien el pagament de les despeses del seu càrrec. No obstant l'amir Tahir, lloctinent de Zayn al-Din a Tikrit, va rebutjar entregar aquesta plaça però es va comprometre a restar fidel i per evitar una intervenció del califa, l'atabeg zengita va acceptar l'statu quo a Tikrit. Per substituir a l'emir retirat, Mawdud va nomenar un dels seus mamelucs, l'eunuc Fakhr al-Din Abd al-Masih, que fou designat visir.
Quan una malaltia que patia es va agreujar, va decidir nomenar hereu al seu fill gran Imad al-Din Zengi (II) que estava casat amb una cosina, filla de Nur al-Din Mahmud. Fakhr al-Din Abd al-Masih no va aprovar la designació doncs les seves relacions amb la cort d'Alep-Damasc no eren bones, i no volia un gendre de Nur al-Din al tron de Mossul. Per aconseguir desheretar a Zengi (II) va contactar amb una de les esposes de Mawdud, que era filla de l'ortúquida Husam al-Din Timurtash ibn Ilgazi i mare de Sayf o Saif al-Din Ghazi (II). Finalment Mawdud va canviar la designació i en el llit de mort va cridar als seus amirs i els va fer jurar fidelitat al seu fill petit Saif al-Din Ghazi II que fou proclamat al morir el seu pare el 6 de setembre de 1170 amb Fakhr al-Din Abd al-Masih com a verdader governant i distanciat de Nur al-Din Mahmud.

## Família
Va tenir diverses esposes, però només es coneix el nom de Zumurrud Khatun, que era la mare de Zengi II. Una princesa ortúquida era la mare de Ghazi II. Els fills coneguts són:
- Imad al-Din Zengi II († 1197), emir de Sinjar (1171) i d'Alep per permuta (1181)
- Saif al-Din Ghazi II († 1180), emir de Mossul (1170)
- Izz al-Din Masud I († 1193), emir de Mossul (1180). Fou pare de Tarkan Khatun (+1242), l'esposa d'al-Màlik al-Àixraf ibn al-Àdil (al-Ashraf Musa de la Djazira 1200-1229 i de Damasc 1229-1237), que va construir una madrassa a Kaysun (Damasc) coneguda com al-Atabakiyya.

Una filla, Azizat al-Din Akshawra Khatun, casada amb al-Màlik al-Muàddham ibn al-Àdil (1218-1227), va fer construir el 1213 una madrassa funerària hanafita anomenada al-Maridaniyya.